# Тед Декър
Тед Декър (на английски: Ted Dekker) е американски писател на произведения в жанра трилър и религиозен трилър, хорър, научна фантастика, фентъзи и документалистика. Баща е на писателката Рейчъл Декър.

## Биография и творчество
Тед Декър е роден на 24 октомври 1962 г. в Кангиме, регион Яхукимо, Холандска Нова Гвинея, Нидерландска Индия (сега Западна Папуа, Индонезия), в семейството на деноминационните мисионери Джон и Хелън Декър работещи с местното племе дани. Отраства в Индонезия, в култура различна от неговата, в самота и фантазия, което го вдъхновява да чете много и да пише в бъдеще. След като завършва мултикултурна гимназия се премества да живее постоянно в Съединените щати.
Следва философия и религия и получава бакалавърска степен от колежа „Евангел“ в Спрингфийлд, Мисури. След дипломирането си работи като маркетинг директор в здравна компания в Калифорния и като бизнес предприемач. В началото на 90-те, след среща с друг писател, решава, че бизнесът не е негова страст и иска да преследва мечтата си да бъде писател. Продава бизнеса си и се премества със семейството си в Западна Колорадо, където започва да пише. След четири години и четири ръкописа успява да публикува първия си ръкопис.
Първият му роман „Heaven's Wager“ (Залогът на небето) от поредицата „Песента на мъченика“ е издаден през 2000 г.
През 2001 г. е издаден успешния му хорър роман „Три“. Романът получава наградата „Кристи“ и наградата „Златен медальон“, Асоциация на евангелските християнски издатели. През 2006 г. е екранизиран в едноименния филм.
Тед Декър е известен със своите изпълнени със съспенс романи, в които героите са незабравими и ярки личности, а сюжетът включва неочаквани обрати, и остри конфронтации между добро и зло.
Произведенията на писателя са издадени в над 10 милиона екземпляра по света.
Тед Декър живее със семейството си в Остин.

## Произведения

### Самостоятелни романи
- Thr3e (2001)
Три, изд.: „Ергон“, София (2011), прев. Мирела Стефанова
- Blink (2002) – издаден и като „Blink of an Eye“
- Obsessed (2005)
- The Promise (2005)
- House (2006) – с Франк Перети
- The Drummer Boy (2006)
- Skin (2007)
- Adam (2008)
- Kiss (2009) – с Ерин Хили
- BoneMan's Daughters (2009)
Дъщерите на Костотрошача, изд.: „Ергон“, София (2010), прев. Надежда Розова Надежда Розова
- Burn (2009) – с Ерин Хили
- The Bride Collector (2010)
- Immanuel's Veins (2010)
- Outlaw (2013)
- The Girl behind the Red Rope (2019) – с Рейчъл Декър
- Play Dead (2021)

### Серия „Песента на мъченика“ (Martyr's Song)
1. Heaven's Wager (2000) – издаден и като „The Martyr's Song“
2. When Heaven Weeps (2001)
3. Thunder of Heaven (2002)

### Серия „Калеб“ (Caleb) – с Бил Брайт
1. Blessed Child (2001)
2. A Man Called Blessed (2002)

### Цикъл „Книги на историческите хроники“ (Books of History Chronicles)

#### Серия „Отвъд кръга“ (Beyond the Circle)
1. The 49th Mystic (2018)
2. Rise of the Mystics (2018)

#### Серия „Кръг“ (Circle)
1. Black (2004)
2. Red (2004)
3. White (2003)
4. Green (2009)

#### Серия „Рай“ (Paradise)
1. Showdown (2006)
2. Saint (2006)
3. Sinner (2008)

#### Серия „Изгубените книги“ (Lost)
1. Chosen (2008)
2. Infidel (2008)
3. Renegade (2008)
4. Chaos (2008)
5. Lunatic (2009) – с Кейси Хил
6. Elyon (2009) – с Кейси Хил

#### Серия „Книги на смъртните“ (Books of Mortals) – сТоска Лий
- The Keeper (2011) – предистория

1. Forbidden (2011)
2. Mortal (2012)
3. Sovereign (2013)

### Серия „Дани Хансен“ (Danny Hansen)
1. The Priest's Graveyard (2011)
2. The Sanctuary (2012)

### Серия „Широко отворени очи“ (Eyes Wide Open)
1. Identity (2012)
2. Mirrors (2012)
3. Unseen (2013)
4. Seer (2013)

### Серия „Хроники извън закона“ (Outlaw Chronicles)
1. Eyes Wide Open (2013)
2. Water Walker (2014)
3. Hacker (2014)

### Серия „От новата ера“ (A.D.)
1. A.D. 30 (2014)
2. A.D. 33 (2015)

### Серия „Мили Мейвън“ (Millie Maven) – с Рейчъл Декър
1. Millie Maven and the Bronze Medallion (2021)
2. Millie Maven and the Golden Vial (2021)
3. Millie Maven and the White Sword (2021)

### Сборници
- The Christian Fiction Collection for Men (2003) – с Дейвис Бън и Тим Даунс

### Документалистика
- The Slumber of Christianity (2005)
- Tea with Hezbollah (2010) – с Карл Медерис
- Waking Up (2015)
- The Forgotten Way Meditations (2015)
- The Way of Love (2018)

### Екранизации
- 2006 Thr3e
- 2008 House